# اگوا کالینت، ال سالوادور
اگوا کالینت، ال سالوادور (به اسپانیایی: Agua Caliente, El Salvador) یک منطقهٔ مسکونی در السالوادور است که در Chalatenango Department واقع شده‌است.

## خصوصیات
اگوا کالینت ۳۸۱ متر بالاتر از سطح دریا واقع شده‌است.